# 中心管
中心管（ちゅうしんかん、英: central canal）とは、脊髄を縦走する脳脊髄液に満ちた領域。中心管は脳室系に隣接する。中心管は神経管の遺残物である。
一般的に中心管は加齢により閉鎖する。
閂は中心管と第四脳室を接続する。

## 画像